# Jerusalem (wiersz)
Jerusalem, właściwie And did those feet in ancient time – poemat Williama Blake’a ze wstępu do dzieła Milton: A Poem (1804). Dziś znany bardziej właśnie jako hymn Jerusalem, z muzyką Huberta Parry’ego, napisaną w 1916 r.
Wiersz został opublikowany w 1916 r. w patriotycznej antologii poezji jako próba przezwyciężenia upadku morale w związku z rosnącą liczbą ofiar brytyjskich żołnierzy na froncie I wojny światowej oraz brakiem perspektyw jej szybkiego zakończenia. Do tej pory poemat nie był zbyt znany. Dla wielu definiował on cele, o jakie walczyła Brytania, dlatego Parry został poproszony o stworzenie jego muzycznej wersji na spotkanie kampanii Fight for Right w londyńskim Royal Albert Hall. Najpopularniejsza wersja została zaaranżowana przez Edwarda Elgara w 1922 r. na festiwalu w Leeds. Jest ona uznawana za jedną z najbardziej popularnych brytyjskich piosenek patriotycznych, często używana alternatywnie jako hymn narodowy. Hymn ten uznaje się za bardzo nacjonalistyczny, chrześcijański i socjalistyczny zarazem. Partia Pracy użyła go w 1945 r. jako sloganu wyborczego (Clement Richard Attlee zapowiadał wówczas, że Anglicy zbudują drugie Jeruzalem).
Wiersz był inspirowany legendą, jakoby Jezus Chrystus, będąc jeszcze młodym mężczyzną, towarzyszył Józefowi z Arymatei w drodze do Glastonbury w Anglii. Uważa się, że Blake rzeczywiście wierzył w tę legendę. Jednak właściwy temat czy też podtekst utworu jest poddawany ostrej debacie, głównie dzięki popularności w spektrum filozoficznym. Ponieważ jest oparty na romantycznej legendzie, odpowiedź na wszystkie cztery pytania z pierwszych wersów brzmi nie. Wreszcie rola Jeruzalem jako drugiego hymnu jest uznawana za nie na miejscu, jako że odwołanie do obcej stolicy w brytyjskiej piosence może być zaskakujące i mylące dla nie-Brytyjczyków.
Wers  Bring me my chariot of fire był inspiracją do tytułu angielskiego filmu Chariots of Fire (Rydwany ognia).
Słowa poematu zostały wykorzystane przez Bruce’a Dickinsona w utworze Jerusalem na płycie The Chemical Wedding, inspirowanej twórczością Williama Blake’a. Hymn w progresywno-rockowej aranżacji (z wykorzystaniem m.in. organów Hammonda) został nagrany przez zespół Emerson, Lake and Palmer i wydany na płycie Brain Salad Surgery z 1973 roku.

## Tekst
Wersja oryginalna
And did those feet in ancient time

Walk upon England’s mountains green?

And was the holy Lamb of God

On England’s pleasant pastures seen?

And did the Countenance Divine

Shine forth upon our clouded hills?

And was Jerusalem builded here

Among these dark Satanic Mills?

Bring me my Bow of burning gold;

Bring me my Arrows of Desire;

Bring me my Spear; O clouds unfold!

Bring me my Chariot of Fire!

I will not cease from Mental Fight,

Nor shall my Sword sleep in my hand,

Till we have built Jerusalem

In England’s green and pleasant Land.
Na język polski tekst przetłumaczył Jerzy Pietrkiewicz.